# 埃莱娜·鲁伊斯
埃莱娜·鲁伊斯（西班牙語：Elena Ruiz，2004年10月29日—），西班牙女子水球运动员。她曾代表西班牙国家队参加2020年夏季奥林匹克运动会女子水球比赛，获得一枚银牌。